# Trần Đức Lương
Trần Đức Lương, född 5 maj 1937 i byn Pho Khanh i distriktet Duc Pho i provinsen Quảng Ngãi, död 20 maj 2025 i Hanoi, var president i Vietnam mellan 1997 och 2006.
Han flyttade till Hanoi 1955 och studerade geologi och blev medlem i Vietnams kommunistiska parti 1955.
Luong valdes till statschef år 1996 (åttonde partikongressen) och omvaldes i april 2001 (nionde partikongressen). 2006 ersattes han av Nguyễn Minh Triết.